# ۶۰۵ (قمری)
۶۰۵ (قمری)، ششصد و پنجمین سال در گاهشماری هجری قمری است. اول محرم این سال برابر با ۱۶ ژوئیه سال ۱۲۰۸ میلادی است.